# 1997年吉大港地震
1997年吉大港地震，發生在1997年11月21日23時7分（當地時間16時53分7秒），位置是在印度-緬甸-孟加拉國交界處，震央在米佐拉姆邦南部。地震規模為6.1。
據報導，當時孟加拉國吉大港的一座五層樓房倒塌，導致23人遇難。首都達卡也可以感受到震動。